# Alienosternus cristatus
Alienosternus cristatus là một loài bọ cánh cứng trong họ Cerambycidae.